# 基克努尔
基克努尔（羅馬化：Kiknur）是俄罗斯基洛夫州的市级镇、基克努尔区行政中心，位于伏尔加河支流大科克沙加河畔，地处基洛夫州西南部，在州府基洛夫西南方。
该地2021年人口有4,286人；2010年人口4,970；2002年人口5,410；1989年人口6,654。